# Neotenes
Neotenes is een geslacht van vlinders van de familie bladrollers (Tortricidae), uit de onderfamilie Chlidanotinae.

## Soorten
- N. astromontana Diakonoff, 1972
- N. canescens (Diakonoff, 1954)